# 138221 Baldry
138221 Baldry este un asteroid din centura principală de asteroizi.

## Descriere
138221 Baldry este un asteroid din centura principală de asteroizi. A fost descoperit pe 3 martie 2000 la Apache Point Observatory în cadrul programului Sloan Digital Sky Survey. Asteroidul prezintă o orbită caracterizată de o semiaxă mare de 2,63 ua, o excentricitate de 0,13 și o înclinație de 4,6° în raport cu ecliptica.